# Al Ittihad Aleppo (pallacanestro)
L'Al-Ittihad Ahli Aleppo (in arabo الاتحاد أهلي حلب‎?) è una società di basket con sede nella città di Aleppo in Siria, che fa parte della polisportiva dell'Al-Ittihad Sports Club of Aleppo; compete nella massima categoria nazionale, la Syrian Basketball League. I suoi colori sociali sono il rosso, il bianco ed il nero.

## Storia
La polisportiva, inizialmente conosciuta con il nome di Al-Ahli Aleppo, è stata fondata nel 1949, concentrandosi inizialmente nel calcio ed in altre attività sportive. A due anni dalla sua nascita, nel 1951, venne creata anche la sezione di pallacanestro.
l'Al-Ittihad Ahli Aleppo, è uno dei club di basket più famosi e popolari in Siria. Nel 1972 la società cambiò nome in Al-Ittihad Aleppo, mentre quello precedente, di Al Ahli, iniziò ad essere usato come soprannome del club.
La grande era del club iniziò nel 1978 con la conquista della Coppa di Siria e la vittoria contro ci rivali cittadini dell'Jalaa Aleppo nella finale della Syrian Basketball League della successiva stagione 1979. Nelle finali di campionato, l'Al-Ittihad ha sconfitto l'Jalaa Aleppo ad Aleppo due volte per 90-72 e 59-50, per poi ottenere la terza vittoria nella partita decisiva disputata a Damasco, per circostanze eccezionali a causa del massacro alla Scuola di Artiglieria di Aleppo del 16 giugno 1979, con il risultato di 66-58; la vittoria consegnò all'Al-Ittihad il suo primo titolo nazionale interrompendo il dominio del Jalaa Aleppo che durava da oltre venti anni.
L'Al Ittihad è stato invitato due volte a prendere parte alla FIBA European Champions Cup. La prima partecipazione risale alla stagione 1979-80, durante la quale il club, guidato dall'allenatore Munther Shalaby, affrontò nel Gruppo E la corazzata serba del Partizan Belgrado, gli albanesi del Partizani Tirana e gli ungheresi dell'Honvéd Budapest; la squadra di Aleppo concluse all'ultimo posto il proprio girone ottenendo una sola vittoria e cinque sconfitte in totale. Il club avrebbe dovuto prendere parte anche alla Coppa dei Campioni FIBA 1981-82, ma dopo si ritirò dalla competizione poco dopo l'inizio senza aver nemmeno giocato una partita.
Dopo la prima vittoria della Syrian Basketball League nella stagione 1979-80, durante tutti gli anni '80 l'Al-Ittihad si impose come club egemone della Lega siriana vincendo per quattordici stagioni di seguito, dal 1979-80 al 1992-1993, il titolo nazionale siriano. Nel 1991 arrivò il primo grande successo del club sulla scena internazionale grazie al terzo posto raggiunto nell'edizione di quell'anno dell'Arab Basketball Championships. Nella stagione successiva, quella 1991-1992, il club dopo aver vinto entrambi i titoli nazionali (campionato e coppa), avanzò stavolta fino alla finalissima dell'edizione 1992 dell'Arab Basketball Championships e sconfisse la squadra tunisina dell'EO La Goulette Kram. La grande era del dominio nazionale si concluse nella stagione 1993-1994 con una sconfitta nella finale della Syrian Basketball League contro l'Al Wahda Damasco, che così riuscì ad interrompere la striscia di vittorie consecutive.
L'Al-Ittihad riuscì comunque a vincere altri due titoli nelle stagioni 1994-95 e 1996-96; nella stagione 1999-2000 per l'ultima volta riuscì a conquistare l'accoppiata campionato e coppa nazionale, qualificandosi quindi per la WABA Champions Cup dove riuscì a raggiungere il terzo posto nell'edizione 2001 dietro i rivali dell'Al Wahda Damasco, che vinsero l'edizione, ed i giordani dell'Orthodox Club
Nella stagione 2005-2006, la squadra tornò nuovamente a vincere la Syrian Basketball League, finendo dinanzi al Jalaa Aleppo, all'Al-Jaish Damasco ed all'Al Wahda Damasco. L'Al-Ittihad ha inoltre preso parte in quegli anni ad altre due edizioni della WABA Champions Cup nel 2007 e 2008, senza però a raccogliere significativo successo.
Dopo lo scoppio della guerra civile in Siria nel 2011 e della lunghissima Battaglia di Aleppo, durata fino al 2016, le operazioni del club furono limitate e la sua sopravvivenza incerta. Fortunatamente, la società sportiva è riuscita a sopravvivere e, sotto la guida dell'allenatore Bassel al Hamwi, nella stagione 2020 ha ottenuto il primo grande successo, dopo molti anni, grazie alla vittoria della Coppa di Siria.
Nell'annata 2021-2022 la squadra terminò al secondo posto la stagione regolare della Syrian Basketball League qualificandosi per i play-off dove, dopo aver eliminato in semifinale con un netto 3-1 il Jalaa Aleppo, arrivò in finale contro i campioni uscenti del Al-Karamah. Nella serie finale l'Al-Ittihad vinse le prime due gare giocate in casa, la prima per 73 a 56 e la seconda con il risultato di 79-73, per poi imporsi anche in gara 3 nella trasferta di Homs, con il risultato di 77-68, tornando così a vincere il campionato nazionale dopo più di quindici anni di attesa.
Nel marzo 2022, la Federazione sportiva siriana ha approvato il cambio di nome del club in Al-Ittihad Ahli di Aleppo SC, ispirato al nome originale del club Halab Al-Ahli Club, a seguito delle forte richiesta da parte dei tifosi di ripristinare il nome originale del club.
Nella stagione 2022-2023, in virtù del titolo nazionale conquistato l'annata precedente, la squadra è stata invitata alla stagione inaugurale della FIBA West Asia Super League, ma a causa delle devastanti conseguenze del Terremoto in Turchia e Siria del 2023 nella regione di Aleppo, la società è stata costretta a ritirarsi dalla competizione ancora prima che iniziasse. L'esordio nel nuovo torneo internazionale, arriverà la stagione successiva grazie al secondo posto raggiunto nella Syrian Basketball League 2022-23, che è valso la qualificazione per l'edizione 2023-24 della FIBA West Asia Super League.

## Palazzetti
- Al-Assad Sports Arena: 1978-2021
- Al-Hamadaniah Sports Arena: 2021-presente

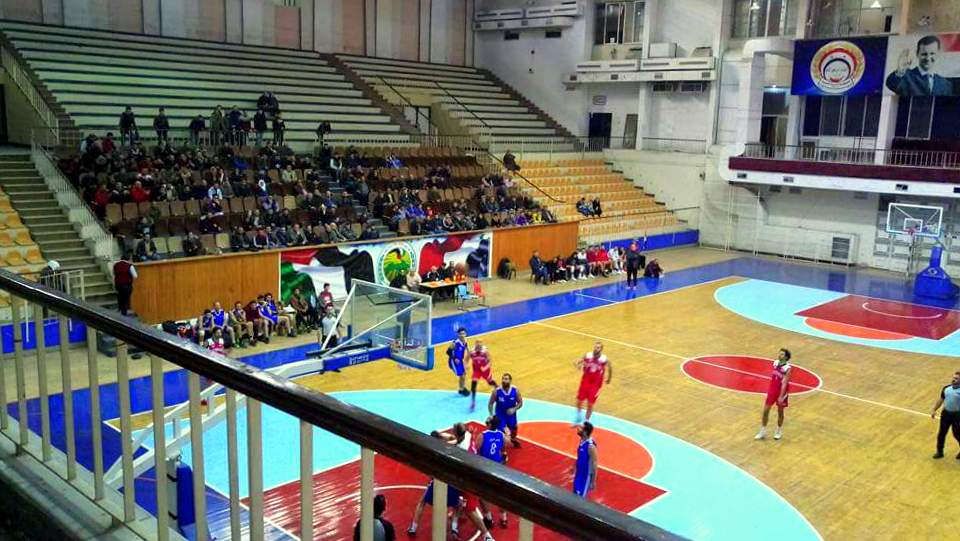
L'interno dell'Al-Assad Sports Arena durante una partita nel 2017

L'Al-Ittihad ha giocato per molti anni della sua storia presso la Al-Assad Sports Arena, il secondo più grande palazzetto dello sport al coperto ad Aleppo, in Siria, con una capienza di 3.500 spettatori, l'arena è di proprietà del Governo siriano ed è stata inuagurata nel 1978.
Nel 2021 con i completamenti dei lavori per la costruzione della Al-Hamadaniah Sports Arena, la squadra si è trasferita presso la struttura che con una capienza di 7.964 posti a sedere, capienza che però può aumentare fino ad un massimo di 14.000 posti, è il palazzetto dello sport più grande della Siria.L'Al-Ittihad ha inaugurato l'epoca del nuovo palazzetto il 17 dicembre 2021 nella sfida, valida per la Syrian Basketball League, contro l'Al-Jaish Damasco.

## Rivalità
L'Al-Ittihad Ahli, è una delle squadre con il maggior numero di tifosi ed appassionati in giro per la Siria; la rivalità più antica e più sentita dalla tifoseria è quella contro i concittadini del Jalaa Aleppo con il quale si sfida nel derby della città di Aleppo, detto "El Clásico", questa rivalità dura fin dai primi anni della storia della Syrian Basketball League visto che le due squadre hanno dominato i primi trent'anni della competizione.
Altra partita molto sentita e molto vista in Siria è il "Il Derby di Siria", in cui si affrontano le due principali rappresentanti delle due maggiori città siriane, da una parte l'Al-Ittihad Ahli per Aleppo, l'altro loro più grande rivale, dell'Al Wahda Damasco.
Altri rivali cittadini del club sono l'Al-Hurriya, il Al-Yarmouk e Ouroube SC.

## Palmarès

### Titoli Nazionali
- Syrian Basketball League
  - Campioni(18): 1980, 1981, 1982, 1983, 1984, 1985, 1986, 1987, 1988, 1989, 1990, 1991, 1992, 1993, 1996, 2000, 2006, 2022
- Syrian Basketball Cup
  - Campioni (20): 1978, 1979, 1980, 1981, 1982, 1983, 1984, 1985, 1986, 1987, 1988, 1990, 1991, 1992, 1993, 1994, 1995, 1998, 2020, 2024
- Syrian Basketball Super Cup
  - Campioni (1): 2021

### Titoli Internazionali
- Arab Club Basketball Championship
  - Campioni (1): 1992

## Organico

### Roster 2023-2024
Il roster per la stagione 2023-2024
|    | Naz.                                   | Ruolo | Sportivo            | Anno | Alt. | Peso |  |
| -- | -------------------------------------- | ----- | ------------------- | ---- | ---- | ---- |  |
| 0  | Stati Uniti (bandiera)                 | AP    | Emmanuel Egbuta     | 1996 | 201  | 95   |  |
| 1  | Siria (bandiera)                       | G     | Anthouny Bakar      | 1994 | 198  | 85   |  |
| 2  | Siria (bandiera)                       | AP    | Ahmad Hariri        | 1997 | 190  | 80   |  |
| 3  | Siria (bandiera)                       | G     | Wesam Alagha        | 1999 | 183  | 79   |  |
| 4  | Siria (bandiera)                       | G     | Nadim Issa          | 1990 | 185  | 77   |  |
| 5  | Stati Uniti (bandiera)                 | AG    | Avelon Luke John Jr | 1996 | 203  | 100  |  |
| 9  | Siria (bandiera)                       | G     | George Sabbagh      | 2001 | 181  | 78   |  |
| 10 | Svezia (bandiera) · Siria (bandiera)   | G     | Andrée Michelsson   | 1997 | 188  | 84   |  |
| 11 | Siria (bandiera)                       | AG    | Jamil Saddir        | 1989 | 200  | 100  |  |
| 13 | Siria (bandiera) · Germania (bandiera) | C     | Mohamad Bilal Atli  | 1995 | 203  | 99   |  |
| 23 | Siria (bandiera)                       | AP    | Alhosain Hasan      | 1997 | 198  | 93   |  |
| 33 | Siria (bandiera)                       | C     | Omar Makanas        | 2004 | 207  | 97   |  |
| 77 | Stati Uniti (bandiera)                 | PG    | Jeremy Kendle       | 1988 | 186  | 93   |  |

### Staff tecnico
| Ruolo           | Nome             |
| --------------- | ---------------- |
| Capo Allenatore | Ghassan Sarkis   |
| Assistente      | Safouane Ferjani |
| Assistente      | Ali Diar Bakrli  |